# Koyuk
Koyuk è una città degli Stati Uniti d'America, situata nella Census Area di Nome, nello Stato dell'Alaska.